# British National League
Pour les articles homonymes, voir BNL.
La British National League (BNL) est une compétition de hockey sur glace dans le Royaume-Uni. Elle a été fondée en 1954 par la fusion de l'English National League et de la Scottish National League, en raison d'une diminution du nombre d'équipes en chacune des deux précédentes ligues.
Après 5 saisons, toutes les équipes écossaises à l'exception des Paisley Pirates cessent de faire jouer des joueurs de hockey sur glace professionnel, causant une perte non négligeable du niveau globale de la ligue. Après la saison 1959-1960 la compétition disparaît et aucune ligue de hockey sur glace n'est joué au Royaume-Uni jusqu'à la formation de la Ligue écossaise en 1962 et de la création d'une nouvelle compétition, la Northern League en 1966.

## Palmarès
- 1954–55 Harringay Racers
- 1955–56 Nottingham Panthers
- 1956–57 Wembley Lions
- 1957–58 Brighton Tigers
- 1958–59 Paisley Pirates
- 1959–60 Streatham